# Estrées-Deniécourt
Estrées-Deniécourt é uma comuna francesa na região administrativa de Altos da França, no departamento de Somme. Estende-se por uma área de 6,45 km². Em 2010 a comuna tinha 336 habitantes (densidade: 52,1 hab./km²).